# Night Ripper
Night Ripper é um álbum da músico americano, Gregg Gillis, sobre o nome Girl Talk. O álbum foi lançado pela gravadora Illegal Arts em 2006. O álbum, assim como todos os registros do Girl Talk, utiliza samplers de diversos artistas e bandas diferentes, aproximadamente 167 amostras, segundo o próprio Gillis.

## Faixas
- Lista de samplers incompleta:

### 1. "Once Again" – 2:40
- 0:00   Ciara - "Goodies"
- 0:00   'NSYNC - "Pop"
- 0:09   Boston - "Foreplay/Long Time"
- 0:10   Ludacris - "Pimpin' All Over the World"
- 0:32   Fabolous - "Breathe"
- 1:21   Ying Yang Twins - "Wait (The Whisper Song)"
- 1:21   The Verve - "Bittersweet Symphony"
- 1:44   Outkast - "Intro" do álbum Speakerboxxx
- 1:47   M.I.A. - "Pull Up the People"
- 1:48   Webbie - "Give Me That"
- 1:57   Oasis - "Wonderwall"
- 1:57   Slim Thug - "I Ain't Heard Of That"
- 2:06   Arrested Development - "Tennessee"
- 2:08   Webbie - "Give Me That"
- 2:08   Young Jeezy featuring Mannie Fresh - "And Then What"
- 2:19   Genesis - "Follow You, Follow Me"
- 2:19   Boredoms - "Acid Police"
- 2:22   Positive K - "I Got A Man"
- 2:30   The Five Stairsteps - "O-o-h Child"
- 2:38   Eminem - "Ass Like That"

### 2. "That's My DJ" – 2:08
- 0:01   (2:41)   George Benson - "Breezin'"
- 0:10   (2:50)   Slim Thug - "3 Kings"
- 0:32   (3:12)   Junior Mafia - "Player's Anthem"
- 0:38   (3:18)   T.I. - "Bring Em Out"
- 0:39   (3:19)   Jay-Z - "What More Can I Say"
- 0:43   (3:23)   Lil Wayne - "Go DJ"
- 0:43   (3:23)   Chicago - "25 or 6 to 4"
- 0:54   (3:34)   Crime Mob - "Knuck If You Buck"
- 1:14   (3:54)   Three 6 Mafia - "Stay Fly"
- 1:36   (4:16)   Manfred Mann - "Blinded by the Light"
- 1:36   (4:16)   Foo Fighters - "My Hero"
- 1:37   (4:17)   Bow Wow ft. Ciara - "Like You"
- 2:03   (4:43)   Chingy ft. Ludacris - "Holidae Inn"
- 2:06   (4:46)   Paula Abdul - "Straight Up"

### 3. "Hold Up" – 2:50
- 0:00   (4:48)   Mariah Carey - "It's Like That"
- 0:00   (4:48)   James Taylor - "Your Smiling Face"
- 0:12   (5:00)   Ludacris - "Number One Spot" (que inclui um sampler do Quincy Jones)
- 0:21   (5:09)   50 Cent - "In Da Club"
- 0:21   (5:09)   Timbaland & Magoo - "Indian Flute"
- 0:32   (5:20)   Pixies - "Where Is My Mind?"
- 0:40   (5:28)   Young Gunz - "Can't Stop, Won't Stop"
- 0:43   (5:31)   Nas, Puff Daddy - "Hate Me Now"
- 1:25   (6:13)   Girl Talk - "Untitled Original Track"
- 1:46   (6:34)   D4L - "Laffy Taffy"
- 2:08   (6:56)   Buckwheat Boys - "Peanut Butter Jelly Time"
- 2:28   (7:16)   Weezer - "Say It Ain't So"

### 4. "Too Deep" – 2:29
- 0:00   (7:38)   Dem Franchize Boyz - "Oh, I Think They Like Me"
- 0:00   (7:38)   Dr. Dre - "Deep Cover"
- 0:07   (7:45)   Positive K - "I Got a Man"
- 0:10   (7:48)   Paul McCartney and Wings - "Jet"
- 0:35   (8:13)   Mariah Carey - "We Belong Together"
- 0:40   (8:18)   Juelz Santana - "Dipset (Santana's Town)"
- 0:53   (8:31)   KRS-One - "Sound of Da Police"
- 1:04   (8:42)   Aerosmith - "Come Together" (Beatles cover)
- 1:14   (8:52)   Nelly, Paul Wall, Ali, Big Gipp - "Grillz"
- 1:25   (9:03)   The Smashing Pumpkins - "Today"
- 1:35   (9:13)   The Main Ingredient - "Everybody Plays The Fool"
- 1:47   (9:25)   Paul Wall ft. Big Pokey - "Sittin' Sidewayz"
- 1:55   (9:33)   Alicia Keys - "Unbreakable"
- 1:57   (9:35)   Phantom Planet - "California"
- 2:18   (9:56)   Clipse - "Grindin'"

### 5. "Smash Your Head" – 3:01
- 0:00   (10:04)   X-Ray Spex - "Oh Bondage Up Yours"
- 0:00   (10:04)   Clipse - "Grindin'"
- 0:02   (10:06)   Fall Out Boy - "Sugar, We're Goin' Down"
- 0:02   (10:06)   Trina - "Don't Trip"
- 0:07   (10:11)   SWV - "I'm So Into You"
- 0:24   (10:28)   Public Enemy - "Rebel Without a Pause"
- 0:24   (10:28)   James Brown - "Get Up Offa That Thing"
- 0:26   (10:30)   Young Jeezy featuring Bun B - "Over Here"
- 0:27   (10:31)   Lil Wayne - "Fireman"
- 0:33   (10:37)   Nirvana - "Scentless Apprentice"
- 0:59   (11:03)   Young Jeezy - "Soul Survivor"
- 1:25   (11:29)   Nightmares on Wax - "Nights Interlude"
- 1:25   (11:29)   The Pharcyde - "Passing Me By"
- 1:28   (11:32)   Elton John - "Tiny Dancer"
- 1:36   (11:40)   The Notorious B.I.G. - "Juicy"
- 2:29   (12:33)   Beyoncé Knowles - "Check on It"
- 2:42   (12:46)   Juelz Santana - "Clockwork"

### 6. "Minute by Minute" – 3:12
- 0:10   (13:15)   Ying Yang Twins ft. Mike Jones and Mr. Collipark - "Badd"
- 0:28   (13:33)   LL Cool J - "Around the Way Girl"
- 0:44   (13:49)   Michael McDonald - "I Keep Forgettin"
- 0:44   (13:49)   Warren G ft. Nate Dogg - "Regulate"
- 0:56   (14:01)   Missy Elliott - "On & On"
- 1:04   (14:09)   Neutral Milk Hotel - "Holland, 1945"
- 1:14   (14:19)   Jefferson Airplane - "White Rabbit"
- 1:14   (14:19)   Juelz Santana - "There It Go (The Whistle Song)"
- 1:32   (14:37)   Lord Tariq and Peter Gunz - "Déjà Vu (Uptown Baby)"  (com samplers da "Black Cow" do Steely Dan)
- 2:06   (15:11)   Bruce Hornsby - "The Way It Is"
- 2:11   (15:16)   Sophie B. Hawkins - "Damn I Wish I Was Your Lover"
- 2:18   (15:23)   Panjabi MC - "Mundian To Bach Ke"
- 2:27   (15:32)   The Game, 50 Cent - "Hate It or Love It"
- 2:45   (15:50)   Better Than Ezra - "Good (song)|Good"

### 7. "Ask About Me" – 2:26
- 0:01   (16:21)   Trina featuring Lil Wayne - "Don't Trip"
- 0:09   (16:29)   P.M. Dawn - "Set Adrift on Memory Bliss" (com sampler da música "True" do Spandau Ballet)
- 0:15   (16:35)   DJ Shadow - "The Number Song"
- 0:20   (16:40)   David Banner - "Play"
- 0:36   (16:48)   Nine Inch Nails - "Only"
- 0:55   (17:15)   Pharrell featuring Gwen Stefani - "Can I Have It Like That"
- 1:12   (17:32)   Cassidy - "I'm a Hustla"
- 1:51   (18:11)   The Game - "How We Do"
- 1:51   (18:11)   Junior M.A.F.I.A. - "Get Money"
- 1:58   (18:18)   James Brown - "The Payback"
- 2:00   (18:20)   En Vogue - "My Lovin' (You're Never Gonna Get It)"
- 2:06   (18:26)   2Pac featuring Snoop Dogg - "2 of Amerikaz Most Wanted"
- 2:08   (18:28)   M.I.A. - "Galang"
- 2:22   (18:42)   Digable Planets - "Rebirth of Slick (Cool Like Dat)"

### 8. "Summer Smoke" – 2:17
- 0:00   (18:46)   Amerie - "1 Thing"
- 0:00   (18:46)   M.I.A. - "Galang"
- 0:18   (19:04)   Naughty by Nature - "Hip Hop Hooray"
- 0:41   (19:27)   Black Rob - "Ready"
- 0:45   (19:31)   Hum - "Stars"
- 0:54   (19:40)   Kanye West featuring Adam Levine - "Heard 'Em Say"
- 1:04   (19:50)   Candyman - "Knockin' Boots"
- 1:04   (19:50)   Shaggy - "Luv Me, Luv Me"
- 1:04   (19:50)   Real McCoy - "Ooh Boy"
- 1:11   (19:57)   Jay-Z - "Girls, Girls, Girls"
- 1:12   (19:58)   Positive K - "I Got A Man"
- 1:15   (20:01)   Take 6 - "Spread Love"
- 1:21   (20:07)   Kanye West - "Gold Digger"
- 1:23   (20:09)   Pilot - "Magic"
- 1:41   (20:27)   Salt-N-Pepa - "Let's Talk About Sex"
- 1:42   (20:28)   George Michael - "I Want Your Sex"
- 1:59   (20:45)   Bel Biv DeVoe - "Do Me!"
- 1:59   (20:45)   Ludacris featuring Nate Dogg - "Area Codes"

### 9. "Friday Night" – 3:12
- 0:00   (21:04)   The Notorious B.I.G. - "Hypnotize" (que contém sampler da faixa "Rise" do músico Herb Alpert)
- 0:01   (21:05)   Salt-n-Pepa - "Let's Talk About Sex"
- 0:04   (21:08)   James Brown - "Funky Drummer"
- 0:04   (21:08)   Public Enemy - "Countdown to Armageddon"
- 0:18   (21:22)   J-Kwon - "Tipsy"
- 0:37   (21:41)   Billy Squier - "The Stroke"
- 0:37   (21:41)   Dr. Dre, Snoop Dogg - "Nuthin' But a "G" Thang" (which samples Leon Haywood's "I Wanna Do Something Freaky to You")
- 0:55   (21:59)   Missy Elliott - "I'm Really Hot"
- 1:22   (22:26)   N.O.R.E. - "Nothin'"
- 1:31   (22:35)   Black Sheep - "The Choice Is Yours (Revisited)"
- 1:40   (22:44)   Donnie Iris - "Ah! Leah!"
- 1:45   (22:49)   Chris Brown, Juelz Santana - "Run It!"
- 2:01   (23:05)   The Waitresses - "I Know What Boys Like"
- 2:18   (23:22)   Lady Sovereign - "Random"
- 2:26   (23:30)   Nikka Costa - "Like a Feather"
- 2:27   (23:31)   Smashing Pumpkins - "Zero" *possibly incorrect*
- 2:45   (23:49)   Mark Morrison - "Return of the Mack" (which samples Tom Tom Club's "Genius of Love")
- 2:51   (23:55)   TLC - "Ain't 2 Proud 2 Beg"
- 2:54   (23:58)   Busta Rhymes - "Touch It" (which samples Daft Punk - "Technologic")
- 3:02   (24:06)   The Black Crowes - "Hard to Handle"

### 10. "Hand Clap" – 1:53
- 0:00   (24:17)   Busta Rhymes - "Touch It" (which samples Technologic by Daft Punk)
- 0:08   (24:25)   Lisa Lisa & Cult Jam - "Head to Toe"
- 0:16   (24:33)   Sir Mix-a-Lot - "Baby Got Back"
- 0:53   (25:10)   Gwen Stefani - "Hollaback Girl"
- 1:08   (25:25)   The Rentals - "Friends of P"
- 1:24   (25:41)   Girl Talk - Unnamed Sample
- 1:24   (25:41)   M/A/R/R/S - "Pump Up The Volume"
- 1:47   (26:04)   Missy Elliott - "Pass That Dutch"

### 11. "Give and Go" – 2:53
- 0:00   (26:11)   Missy Elliott - "Pass That Dutch"
- 0:00   (26:11)   2 Live Crew - "Get Loose Now"
- 0:00   (26:11)   Rob Base and DJ E-Z Rock - "It Takes Two"
- 0:08   (26:19)   Hall & Oates - "I Can't Go for That (No Can Do)"
- 0:15   (26:26)   Public Enemy - "Rebel Without a Pause"
- 0:15   (26:26)   Ciara featuring Missy Elliott - "1, 2 Step"
- 0:15   (26:26)   Joe Public - "Live And Learn"
- 0:15   (26:26)   The J.B.'s - "The Grunt"
- 0:37   (26:48)   Calloway - "I Wanna Be Rich"
- 0:44   (26:56)   Sonic Youth - "Schizophrenia"
- 1:09   (27:20)   Missy Elliott featuring Fatman Scoop - "Lose Control"
- 1:15   (27:26)   Phil Collins - "Another Day in Paradise"
- 1:30   (27:41)   Peedi Crakk - "Between Ya Thighz"
- 1:30   (27:41)   Ludacris - "The Potion"
- 1:45   (27:56)   Black Box - "Everybody, Everybody"
- 1:52   (28:03)   2 Live Crew - "Face Down, Ass Up"
- 2:08   (28:19)   M/A/R/R/S - "Pump Up the Volume"
- 2:14   (28:25)   The Whispers - "Rock Steady"
- 2:31   (28:42)   Mike Jones - "Still Tippin'" / "Back Then"
- 2:34   (28:45)   Seals & Crofts - "Summer Breeze"
- 2:46   (28:57)   B-Rock and the Bizz - "MyBabyDaddy"

### 12. "Bounce That" – 3:23
- 0:00   (29:04)   The Emotions - "Best Of My Love"
- 0:07   (29:11)   Purple Ribbon All-Stars - "Kryptonite (I'm on It)"
- 0:37   (29:41)   LCD Soundsystem - "Daft Punk Is Playing at My House"
- 1:06   (30:10)   The Breeders - "Cannonball"
- 1:14   (30:18)   Stevie Wonder - "My Cherie Amour"
- 1:20   (30:24)   Steve Winwood - "Valerie"
- 1:20   (30:24)   DJ Funk - "Booty Bounce"
- 1:22   (30:26)   The Pointer Sisters - "Jump (for My Love)"
- 1:53   (30:57)   Britney Spears - "I'm a Slave 4 U"
- 1:56   (31:00)   Wreckx-N-Effect - "Rump Shaker"
- 2:08   (31:12)   Elastica - "Connection" (mistakenly credited as a sample of Wire's "Three Girl Rhumba")
- 2:13   (31:17)   Ciara featuring Ludacris - "Oh"

### 13. "Warm It Up" – 2:15
- 0:00   (32:27)   Elastica - "Connection"
- 0:00   (32:27)   Ciara featuring Ludacris - "Oh"
- 0:08   (32:35)   The Black Eyed Peas - "My Humps"
- 0:15   (32:42)   Paula Abdul - "Cold Hearted"
- 0:29   (32:56)   Annie - "Heartbeat"
- 0:59   (33:26)   Chris Brown featuring Juelz Santana - "Run It!"
- 1:16   (33:43)   Kansas - "Carry On Wayward Son"
- 1:25   (33:52)   Boyz II Men - "Motownphilly"
- 1:27   (33:54)   Kelis - "Milkshake"
- 1:37   (34:04)   J.J. Fad - "Supersonic"
- 1:37   (34:04)   Smokey Robinson & The Miracles - "The Tears of a Clown"
- 2:02   (34:31)   M/A/R/R/S - "Pump up the Volume"

### 14. "Double Pump" – 1:45
- 0:00   (34:44)   M/A/R/R/S - "Pump up the Volume"
- 0:00   (34:44)   Al Green - "Let's Stay Together"
- 1:03   (35:47)   Madonna - "Hung Up"
- 1:14   (35:58)   Andrew Gold - "Thank You for Being a Friend"
- 1:27   (36:11)   Marky Mark and the Funky Bunch - "Good Vibrations"
- 1:29   (36:13)   Rob Base and DJ E-Z Rock - "It Takes Two"
- 1:31   (36:15)   Three 6 Mafia featuring Young Buck & 8 Ball & MJG - "Stay Fly"

### 15. "Overtime" – 2:15
- 0:00   (36:29)   The Smashing Pumpkins - "1979"
- 0:00   (36:29)   Three 6 Mafia featuring Young Buck & 8 Ball & MJG - "Stay Fly"
- 0:00   (36:29)   Rob Base and DJ E-Z Rock - "It Takes Two"
- 0:15   (36:44)   Laid Back - "White Horse"
- 0:59   (37:28)   Fleetwood Mac - "Little Lies"
- 1:19   (37:48)   69 Boyz - "Tootsie Roll"
- 1:46   (38:15)   Folk Implosion - "Natural One"
- 2:01   (38:30)   Technotronic - "Pump Up the Jam"

### 16. "Peak Out" – 3:20
- 0:00   (38:44)   Aaliyah featuring Timbaland - "Are You that Somebody?"
- 0:15   (38:59)   D12 - "Purple Pills"
- 0:30   (39:14)   2 Live Crew - "We Want Some Pussy"
- 0:30   (39:14)   Pavement - "Cut Your Hair"
- 0:46   (39:30)   Wings - "Silly Love Songs"
- 1:00   (39:44)   Ying Yang Twins featuring Pitbull - "Shake" (which samples Din Daa Daa by George Kranz)
- 1:00   (39:44)   'NSYNC - "Pop"
- 1:38   (40:22)   Girl Talk - "Unnamed Original Track"
- 1:49   (40:33)   Trillville - "Neva Eva"